# Liste des cavités naturelles les plus profondes de la Charente
La liste des cavités naturelles les plus profondes de la Charente recense, sous forme de tableau(x), les cavités souterraines naturelles connues dans ce département français, dont le dénivelé est supérieur ou égal à trente mètres.
La communauté spéléologique considère qu'une cavité souterraine naturelle n'existe vraiment qu'à partir du moment où elle est « inventée » c'est-à-dire découverte (ou redécouverte), inventoriée, topographiée et publiée. Bien sûr, la réalité physique d'une cavité naturelle est la plupart du temps bien antérieure à sa découverte par l'homme ; cependant tant qu'elle n'est pas explorée, mesurée et révélée, la cavité naturelle n'appartient pas au domaine de la connaissance partagée.
La liste spéléométrique des 17 plus profondes cavités naturelles de la Charente (≥ trente mètres) est actualisée à décembre 2020.
La plus profonde cavité souterraine naturelle répertoriée dans le département de la Charente est  « les sources de la Touvre », sur la commune de Touvre (cf. ligne 1 du tableau ci-dessous).
| \| Histogramme de la répartition des plus profondes cavités naturelles de la Charente par classe de dénivelé -- Les 17 cavités citées fin 2019 sont réparties en 4 classes de dénivelé -- \| \| \| \| \| \| \| \| \| \| \| \| \| \| \| classe I >= 100 m 1 cavité[s] \| classe II >= 50 m et < 100 m 4 cavités \| classe III >= 40 m et < 50 m 3 cavités \| classe IV >= 30 m et < 40 m 9 cavités \| \| |                               |                                        |                                        |                                       |  |
| Le graphique qui aurait dû être présenté ici ne peut pas être affiché car il utilise l'ancienne extension Graph, désactivée pour des questions de sécurité. Des indications pour créer un nouveau graphique avec la nouvelle extension Chart sont disponibles ici . |                               |                                        |                                        |                                       |  |
| Histogramme de la répartition des plus profondes cavités naturelles de la Charente par classe de dénivelé -- Les 17 cavités citées fin 2019 sont réparties en 4 classes de dénivelé -- |                               |                                        |                                        |                                       |  |
| |                               |                                        |                                        |                                       |  |
| | classe I >= 100 m 1 cavité[s] | classe II >= 50 m et < 100 m 4 cavités | classe III >= 40 m et < 50 m 3 cavités | classe IV >= 30 m et < 40 m 9 cavités |  |

## Cavités de la Charente (France) dont le dénivelé est supérieur ou égal à 100 mètres
1 cavité dans cette classe « I » est recensée au 31-12-2019.
| N° | Cavité (autres noms)                                   | Commune | Massif ou zone            | Coord. (WGS 84)             | Déniv. (mètres) | Dévelop. (mètres) | Sources ou références | Mise à jour |
| -- | ------------------------------------------------------ | ------- | ------------------------- | --------------------------- | --------------- | ----------------- | --------------------- | ----------- |
| 1  | Sources de la Touvre (le Bouillant, la Font de Lussac) | Touvre  | Karst de La Rochefoucauld | 45° 39′ 47″ N, 0° 15′ 16″ E | +180, m environ | +00700, m         | Spéléo n°76 & Subaqua | 2011-??     |

## Cavités de la Charente (France) dont le dénivelé est compris entre 50 et 99 mètres
4 cavités dans cette classe « II » sont recensées au 31-12-2019.
| N° | Cavité (autres noms)    | Commune                       | Massif ou zone                                 | Coord. (WGS 84)             | Déniv. (mètres) | Dévelop. (mètres) | Sources ou références            | Mise à jour |
| -- | ----------------------- | ----------------------------- | ---------------------------------------------- | --------------------------- | --------------- | ----------------- | -------------------------------- | ----------- |
| 2  | Trou du Bois du Clos    | Pranzac                       | Karst de La Rochefoucauld                      | 45° 40′ 54″ N, 0° 18′ 43″ E | +097, m         | +01 500, m        | Spelunca n°67 & ARSLR ,          | 2018-09     |
| 3  | Fosse Mobile            | Agris                         | Karst de La Rochefoucauld Forêt de la Braconne | 45° 46′ 36″ N, 0° 18′ 39″ E | +065, m         | +08 000, m        | ARSLR ,                          | 2018-09     |
| 4  | Trou de la Parcelle 254 | Bunzac                        | Karst de La Rochefoucauld                      | 45° 41′ 27″ N, 0° 18′ 59″ E | +053, m         | NC                | Spéléométrie de la France & BRGM | 2013-10     |
| 5  | Gouffre de Saulnières   | La Rochefoucauld-en-Angoumois | Karst de La Rochefoucauld                      | 45° 43′ 21″ N, 0° 21′ 21″ E | +052, m         | +01 970, m        | Spéléométrie de la France & BRGM | 2013-10     |

## Cavités de la Charente (France) dont le dénivelé est compris entre 40 et 49 mètres
3 cavités dans cette classe « III » sont recensées au 31-12-2019.
| N° | Cavité (autres noms)    | Commune                                  | Massif ou zone                                 | Coord. (WGS 84)             | Déniv. (mètres) | Dévelop. (mètres) | Sources ou références            | Mise à jour |
| -- | ----------------------- | ---------------------------------------- | ---------------------------------------------- | --------------------------- | --------------- | ----------------- | -------------------------------- | ----------- |
| 6  | Réseau Camelot / Hobbit | Rivières & La Rochefoucauld-en-Angoumois | Karst de La Rochefoucauld                      | 45° 44′ 33″ N, 0° 21′ 30″ E | +045, m         | +14 000, m        | Spelunca n°137 & ARSLR ,         | 2018-09     |
| 7  | Fosse Limousine         | Agris                                    | Karst de La Rochefoucauld Forêt de la Braconne | 45° 45′ 58″ N, 0° 18′ 50″ E | +045, m         | +00359, m         | Spéléométrie de la France & BRGM | 2013-10     |
| 8  | Réseau du Trou Qui Fume | La Rochette                              | Karst de La Rochefoucauld Forêt de la Braconne | 45° 47′ 01″ N, 0° 18′ 44″ E | +040, m         | +15 000, m        | Congrès 2009 FFS & G.Dandurand   | 2012-04     |

## Cavités de la Charente (France) dont le dénivelé est compris entre 30 et 39 mètres
9 cavités dans cette classe « IV » sont recensées au 31-12-2019.
| N° | Cavité (autres noms)                                       | Commune                       | Massif ou zone                                 | Coord. (WGS 84)             | Déniv. (mètres) | Dévelop. (mètres) | Sources ou références            | Mise à jour |
| -- | ---------------------------------------------------------- | ----------------------------- | ---------------------------------------------- | --------------------------- | --------------- | ----------------- | -------------------------------- | ----------- |
| 9  | Gouffre de Chez Porchier                                   | La Rochefoucauld-en-Angoumois | Karst de La Rochefoucauld                      | 45° 43′ 28″ N, 0° 21′ 16″ E | +038, m         | NC                | Spéléométrie de la France & BRGM | 2013-10     |
| 10 | Gouffre de Trotte-Renard                                   | Touvre                        | Karst de La Rochefoucauld                      | 45° 39′ 02″ N, 0° 16′ 58″ E | +037, m         | NC                | Spéléométrie de la France & BRGM | 2013-10     |
| 11 | Gouffre de l'Angoisse (alias "gouffre des Rousselières" ?) | Mouthiers-sur-Boëme           |                                                | 45° 31′ 32″ N, 0° 07′ 06″ E | +037, m         | +00072, m         | Spéléométrie de la France & BRGM | 2013-10     |
| 12 | Grottes du Quéroy                                          | Chazelles                     | Karst de La Rochefoucauld                      | 45° 39′ 05″ N, 0° 19′ 04″ E | +035, m         | +01 400, m        | F. Roger                         | 2007-00     |
| 13 | Trou des Cavernes                                          | Soyaux                        |                                                | 45° 38′ 00″ N, 0° 13′ 45″ E | +034, m         | +00272, m         | Spéléométrie de la France & BRGM | 2013-10     |
| 14 | Grotte des Chirons                                         | Puymoyen                      |                                                | 45° 37′ 34″ N, 0° 09′ 37″ E | +033, m         | +00204, m         | Spéléométrie de la France & BRGM | 2013-10     |
| 15 | Gouffre de la Baisse à Barret                              | La Rochefoucauld-en-Angoumois | Karst de La Rochefoucauld                      | 45° 42′ 47″ N, 0° 19′ 50″ E | +032, m         | +00103, m         | Spéléométrie de la France & BRGM | 2013-10     |
| 16 | Gouffre du Château des Capus                               | Coulgens                      | Karst de La Rochefoucauld                      | 45° 49′ 36″ N, 0° 16′ 13″ E | +031, m         | +00051, m         | Spéléométrie de la France & BRGM | 2013-10     |
| 17 | Fosse Rode                                                 | Agris                         | Karst de La Rochefoucauld Forêt de la Braconne | 45° 45′ 32″ N, 0° 19′ 01″ E | +030, m         | +00078, m         | Spéléométrie de la France & BRGM | 2013-10     |